# チオシアン酸鉛(II)
チオシアン酸鉛(II)（英: lead(II) thiocyanate）は二価の鉛のチオシアン酸塩で、化学式Pb(SCN)2で表される無機化合物。

## 生成
酢酸鉛(II)と、チオシアン酸カリウムまたはチオシアン酸アンモニウムの水溶液との反応によりチオシアン酸鉛(II)の沈殿を生じる。
イオン反応:
{\displaystyle {\ce {Pb^{2+}(aq)\ + 2SCN^-(aq) -> Pb(SCN)2(s)}}}

## 安全性
日本の毒物及び劇物取締法では劇物に分類される。ヒトの目や皮膚に刺激性があり、摂取すると四肢の麻痺や疝痛、嘔吐、腎臓障害などの鉛中毒の症状を生じる。水生生物に対する毒性がある。